# Damir Kahriman
Damir Kahriman, cyr. Дамир Кахриман (ur. 19 listopada 1984 w Belgradzie) – serbski piłkarz, grający na pozycji bramkarza.

## Kariera piłkarska

### Kariera klubowa
Wychowanek klubów FK Sevojno, a potem FK Sloboda Užice, w barwach której w 2001 rozpoczął karierę piłkarską. Potem występował w serbskich klubach FK Javor Ivanjica, FK Zemun Belgrad i FK Vojvodina Nowy Sad. W styczniu 2008 podpisał 2,5-letni kontrakt z tureckim Konyaspor, ale w 5 meczach puścił 15 bramek i już latem wrócił do Serbii, gdzie bronił barw klubów FK Rad i ponownie FK Javor Ivanjica. Na początku 2011 wyjechał do Ukrainy, gdzie po testach 21 lutego 2011 podpisał kontrakt z Tawrią Symferopol. Po rozformowaniu klubu w maju 2014 opuścił Krym, a już 4 lipca 2014 zasilił skład Crvenej zvezdy Belgrad.

## Kariera reprezentacyjna
W reprezentacji Serbii zadebiutował 6 lutego 2008 roku w zremisowanym 1:1 meczu towarzyskim z Macedonią.

## Sukcesy i odznaczenia

### Sukcesy klubowe
- brązowy medalista Mistrzostw Serbii: 2007
- finalista Pucharu Serbii: 2007

### Sukcesy reprezentacyjne
- finalista Mistrzostw Europy U-21: 2007